# Río Agadão
El río Agadão (pronunciación en portugués: /ˈʁiu ɐɣɐˈðɐ̃w/) es un río en Portugal. La antigua freguesia de Belazaima do Chão se encuentra en la margen izquierda del río. Está ubicado en el Distrito de Aveiro, en la parte norte del país, 210 km al norte de Lisboa, la capital.